# Javier Espinosa
Javier Espinosa González (Talavera de la Reina, 19 september 1992) is een Spaans voetballer die bij voorkeur als middenvelder speelt.

## Clubvoetbal
Espinosa kwam in 2006 bij de jeugdopleiding van FC Barcelona, waar hij ging spelen voor het Cadete B-team. In het seizoen 2008/2009 werd Espinosa met de Juvenil B, dat destijds werd getraind door Francisco Javier García Pimienta, kampioen van de regionale groep van de Liga Nacional Juvenil. In 2009 kwam Espinosa bij de Juvenil A, het hoogste jeugdelftal van FC Barcelona. Daarmee werd hij in het seizoen 2009/2010 kampioen van de regionale groep van de División de Honor won hij in het seizoen 2010/2011 de triplet (regionaal kampioenschap, Copa de Campeones en Copa del Rey Juvenil). Espinosa debuteerde op 2 mei 2010 voor FC Barcelona B in de wedstrijd tegen Valencia CF Mestalla. Nadat duidelijk werd dat hij niet in aanmerking kwam voor overheveling naar het eerste elftal, vertrok hij in 2014 naar Villarreal CF. Nadat hij daar niet meer werd opgesteld, liet hij zich begin 2015 verhuren aan Almería, waarmee hij degradeerde. Daarna volgden verbintenissen bij Elche CF, Levante UD en Granada CF, clubs in de Segunda Division.
In de zomer van 2018 vertrok hij naar FC Twente, dat net was gedegradeerd. Na een seizoen in de Keuken Kampioen Divisie, speelde hij in seizoen 2019/20 in de Eredivisie.  Voor het seizoen 2020/21 mocht hij wel blijven, maar tegen een lager salaris als bepaald in de optie van het contract. De middenvelder besloot te vertrekken, maar kwam zonder club te zitten.

### Statistieken
| seizoen | club           | land      | competitie                 | wed. | goals |
| ------- | -------------- | --------- | -------------------------- | ---- | ----- |
| 2009/10 | Barça Atlètic  | Spanje    | Segunda División B Grupo 3 | 1    | 0     |
| 2010/11 | FC Barcelona B | Spanje    | Segunda División A         | 4    | 1     |
| 2011/12 | FC Barcelona B | Spanje    | Segunda División A         | 32   | 1     |
| 2012/13 | FC Barcelona B | Spanje    | Segunda División A         | 27   | 5     |
| 2013/14 | FC Barcelona B | Spanje    | Segunda División A         | 37   | 7     |
| 2014/15 | Villarreal CF  | Spanje    | Primera División           | 6    | 1     |
| 2014/15 | → UD Almería   | Spanje    | Primera División           | 15   | 1     |
| 2015/16 | → Elche CF     | Spanje    | Segunda División A         | 38   | 0     |
| 2016/17 | UD Levante     | Spanje    | Segunda División A         | 27   | 0     |
| 2017/18 | → Granada FC   | Spanje    | Segunda División A         | 27   | 2     |
| 2018/19 | FC Twente      | Nederland | Eerste divisie             | 33   | 4     |
| 2019/20 | FC Twente      | Nederland | Eredivisie                 | 19   | 1     |
| 2020/21 | Fuenlabrada    | Spanje    | Segunda División A         | 14   | 0     |
| Totaal  | Totaal         | Totaal    | Totaal                     | 280  | 23    |

## Nationaal elftal
In oktober 2009 werd Espinosa met het Spaans elftal derde op het WK Onder-17. Hij speelde op dit jeugdtoernooi vooral als invaller. Alleen in de laatste groepswedstrijd tegen Malawi was Espinosa basisspeler. Hij maakte in deze wedstrijd één doelpunt.

## Erelijst
| Eerste divisie | 1 | 2018/19 |